# Кастањето
Кастањето је насеље у Италији у округу Терамо, региону Абруцо.
Према процени из 2011. у насељу је живело 193 становника. Насеље се налази на надморској висини од 566 м.